# Шарыпов, Никита Ильич
Ники́та Ильи́ч Шарыпов (1819—1873) — русский мореплаватель, участник Амурской экспедиции 1849—1855.

## Биография
Родился в семье боцмана, учился в 1-м штурманском полуэкипаже в Кронштадте. В марте 1841 года присвоено звание кондуктора, а в мае 1845 года – прапорщика корпуса флотских штурманов. В июле того же года получил назначение на бот «Кадьяк». В 1847–1848 гг. заведовал хозяйственной частью Охотского штурманского училища и по совместительству преподавал кадетский курс и словесные предметы. Являлся членом портовой комиссии и комиссии военного суда. Выполнял обязанности лоцмана в устье рек Охота и Кухтуй. Затем вновь служил на боте «Кадьяк» (в 1852 года в чине подпоручика, а после смерти командира «Кадьяка» принял его обязанности), в задачи которого входило исследование Константиновского залива в юго-западной части Охотского моря и розыск транспорта «Байкал» под командованием Г. И. Невельского. Судно побывало у северного побережья Сахалина, в Сахалинском заливе, где экипаж проводил тщательные измерения глубин и делал опись берега.
В апреле 1854 года назначен командиром «Байкала». 26 июля на борту этого транспорта от генерал-губернатора Восточной Сибири Н. Н. Муравьёв обсудил с Шарыповым возможность судна пройти сахалинским фарватером в Охотское море, а уже 5 августа от указанного чиновника поступило письменное распоряжение проделать данный переход. Вскоре под командованием Шарыпова было осуществлено первое плавание парусного судна по лиману из Татарского пролива в Охотское море. В полдень 13 августа 1854 года на Петропавловском рейде в честь моряков «Байкала» был дан салют из пушек. После зимовки в Петропавловске, с началом навигации «Байкал» вместе с фрегатом «Аврора» и транспортом «Иртыш» ушёл в поход к устью Амура и, прибыв в залив Де-Кастри, принял участие в его обороне от неприятеля. С 1855 года Шарыпов в чине поручика корпуса флотских штурманов.
В 1856 году получил назначение на Балтийский флот и 19 июля выехал из Аяна в Санкт-Петербург. Последние годы служил в Гидрографическом департаменте. Вышел в отставку по болезни 8 марта 1872 года в чине капитана. 
Умер в Петербурге 6 марта 1873 года. Похоронен на Смоленском кладбище.

## Награды
- Орден Святого Станислава 3 степени
- Бронзовая медаль «В память войны 1853—1856» на Андреевской ленте[5]

## Память
- Имя Шарыпова носит мыс в заливе Советская Гавань[5][6]